# Quindici
Quindici ist eine italienische Gemeinde mit 1767 Einwohnern (Stand 31. Dezember 2023) in der Provinz Avellino in der Region Kampanien. Sie ist Teil der Bergkommune Comunità Montana Partenio - Vallo di Lauro.

## Geografie
Die Nachbargemeinden sind Bracigliano (SA), Forino, Lauro, Moschiano, Sarno (SA) und Siano (SA).